# Кроул, Харри
Харри Ламотт Кроул (англ. Harry Lamott Crowl; род. 6 октября 1958, Белу-Оризонти) — бразильский композитор и дирижёр.

## Биография
Учился игре на скрипке в родном городе у Жозе Мартинса де Маттоса. Затем в 1977 г. отправился для продолжения образования в США, где сперва занимался игрой на альте в Уэстпорте, а затем изучал композицию в Джульярдской школе у Чарльза Джонса. В дальнейшем также стажировался в Великобритании под руководством Питера Скалторпа. Завершив музыкальное образование, некоторое время играл на альте в бразильских оркестрах, в 1983 г. работал в Ираке как переводчик с английского на португальский. К рубежу 1970-80-х гг. относятся первые сочинения Кроула, в том числе Соната № 1 для фортепиано и Концерт для флейты и камерного оркестра.
В 1984—1994 годах преподавал в университете Ору-Прету, в 1986—1988 и 1990—1992 годах — декан музыкального факультета. В этот период вёл исследовательскую работу в области истории бразильской музыки колониального периода, изучая, в частности, творчество местного композитора начала XIX века Жуана ди Деуса ди Кастру Лобу; обнаружил ноты его Увертюры ре мажор. Затем перебрался в Куритибу, преподаёт композицию и историю музыки в Школе музыки и искусств штата Парана. Одновременно возглавляет оркестр Федерального университета штата, записал с ним Старинную сюиту Алберту Непомусену. Ведёт еженедельную программу, посвящённую классической музыке, на региональном радио. В 2002—2006 годах был представителем Бразилии в Международном обществе современной музыки.